# تاس‌ماهی بالتیکی
تاس‌ماهی بالتیکی (نام علمی: Acipenser sturio) نام یک گونه از تیره ماهیان خاویاری است.